# فضای درون
فضای درون (انگلیسی: Innerspace) فیلمی در ژانر علمی–تخیلی و کمدی به کارگردانی جو دانته است که در سال ۱۹۸۷ منتشر شد.

## خلاصه فیلم
ستوان تاک پندلتن خلبان پروازهای آزمایشی که برای شرکت در یک آزمایش کوچک سازی داوطلب شده، قرار است پس از ورود به کپسول بسیار کوچکی، از طریق سرنگ به بدن یک خرگوش تزریق شود. اما تعدادی جاسوس حین آزمایش سر می‌رسند و تاک بالاجبار به بدن جک پاتر فروشنده‌ای که از بیماری می‌ترسد تزریق می‌شود …

## بازیگران
- دنیس کواید
- مارتین شورت
- مگ رایان
- کوین مک‌کارتی
- ورنون ولز
- رابرت پیکاردو
- هارولد سیلوستر
- دیک میلر
- فیونا لوئیس
- هنری گیبسون
- کاتلین فریمن
- کوین هوکس
- مارک ال تیلور
- نیل روس
- اورسن بین
- وندی شال
- ویلیام شارلت
- کنت توبی
- آندره‌آ مارتین
- جنی گاگو